# Носковський Володислав Михайлович
о. Володислав Михайлович Носковський (пол. Władysław Noskowski; 10 лютого 1864, Мишків, нині Чортківського району — 11 лютого 1928, Львів) — український релігійний та громадський діяч у Галичині, священник УГКЦ.

## Життєпис
Народився 10 лютого 1864 року в с. Мишків, нині Чортківського району, Україна (тоді Королівство Галичини і Володимирії, Австро-Угорська імперія). Походив зі старовинного шляхтетського, пізніше частково священичого роду Носковських гербу Лада (герб — з 1401 р.). Польське відгалуження роду мало відомих представників — діячів Римської церкви, світських.
Батьком його був отець Михайло Йосифович Носковський — парох Мишкова, 1829 р. н.; мати — Антоніна з Долголуських, 1834 р. н. Баба (по-татові) — Марія з Кобузівських. Дружина — Ольга Носковська зі Свистунів, нар. 27 березня 1870 р.; її батько — отець Павло Олексійович Свистун — 1842 р. н., парох Козови (мати — Катерина з Малиновських), мати — Марія з Мелешкевичів — 1850 р. н., донька пароха с. Сухостав о. Николая Мелешкевича та його дружини — доньки священика Антоніни з Крайковських.
Впродовж 1884–1888 р.р навчався у Львівській греко-католицькій семінарії. У 1888 р. був завідувачем у Мушкатівці. З 1889 р. парох Сорок та Ліщинців Бучацького повіту. У 1889–1914 р.р за його сприяння у Сороках, Ліщинцях було утворено філії українських товариств «Просвіта», «Січ», «Сокіл». Придбав у дідича Андлєра його резиденцію, яку передав під «Народний Дім» у Сороках.
Під російською окупацією Галичини арештований (як багато чільних галицьких діячів), висланий до Сибіру (Симбірськ). У Симбірську служив священником при місцевому костелі разом з отцем-митратом Гордієвським зі Станиславова, парохом Войнилова (біля Калуша; прізвище було не вказане). Восени 1916 р. в Симбірську зустрівся з вивезеним до Сибіру сином Зеноном (разом із Горуком Сенем) Додому повернувся заходами Червоного Хреста через Стокгольм.
Брав активну участь у встановленні влади ЗУНР в Бучацькому повіті. Від 1918 року польовий духівник УГА (капелан).
Під час польської окупації Галичини його переслідувала влада.
Похований на 44 полі Личаківського цвинтаря Львова.

## Родина

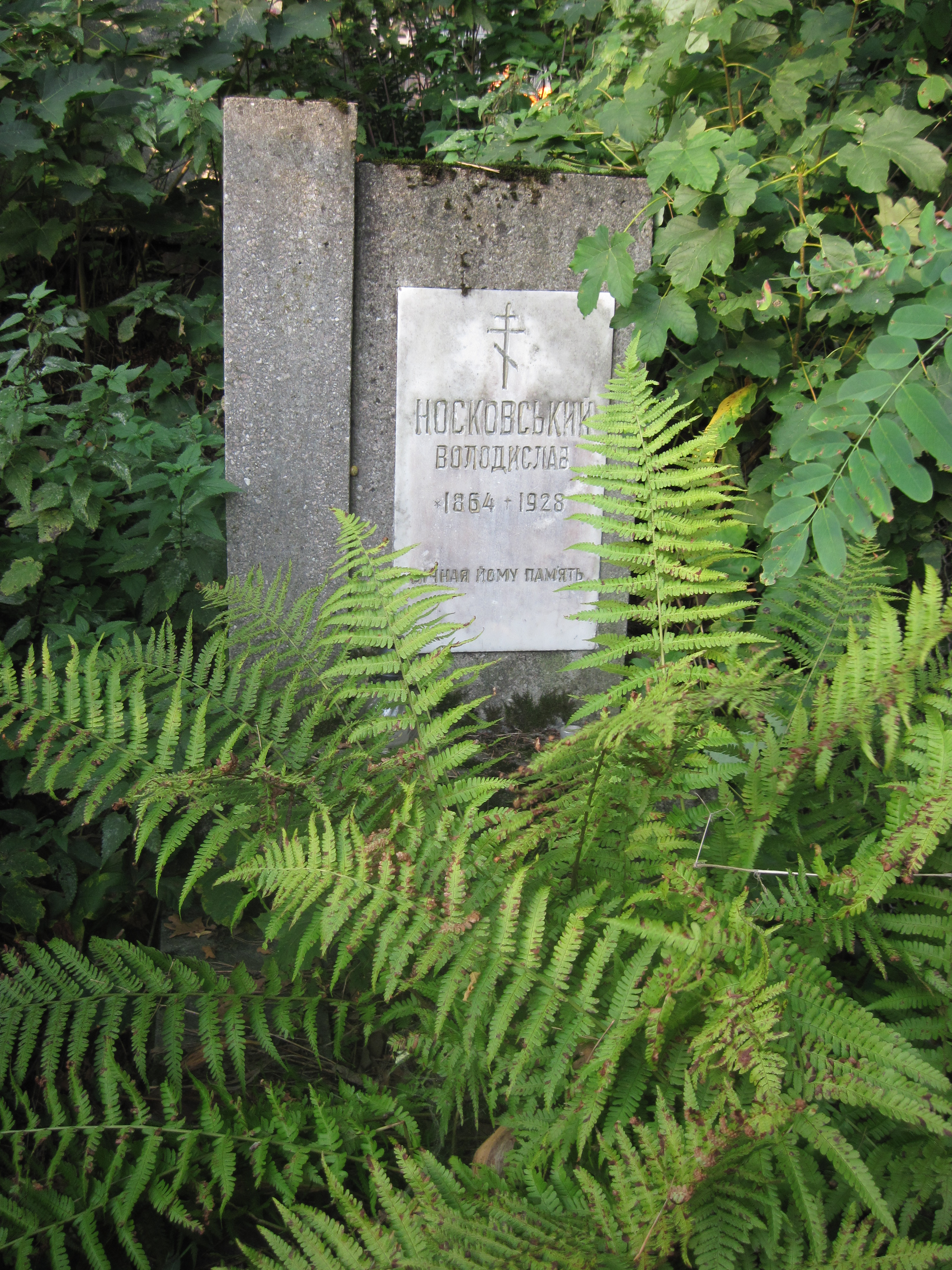
Надгробок о. В. Носковського

Був тестем для Володимира Гірняка (брат отамана УГА Никифора Гірняка).
- Дружина Ольга померла 1935 р., похована у Сороках.
- Сини:
  - доктор Зенон — український військовик, громадський діяч, командир сотні Леґіону УСС та полку ЧУГА
  - Роман — старшина армії Австро-Угорщини, загинув на італійському фронті 1916 р.[2]
  - Евген — український військовик, громадський діяч, хорунжий Леґіону УСС та УГА
  - доктор Галина Носковська-Гірняк — українська вчена (медик), громадська діячка, дружина Володимира Гірняка
  - Марія.[6]

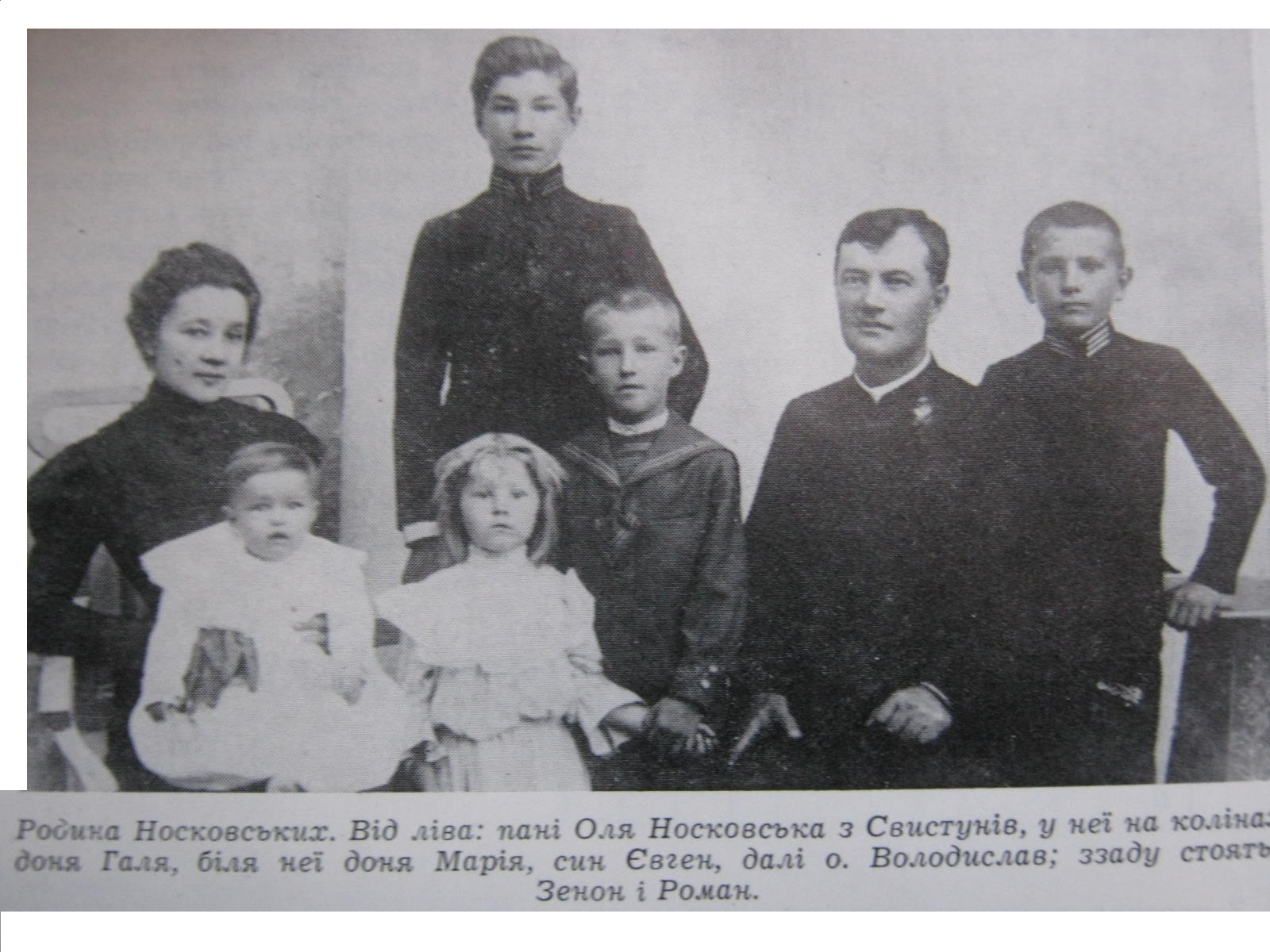
Отець Володислав Носковський, дружина Ольга з дітьми
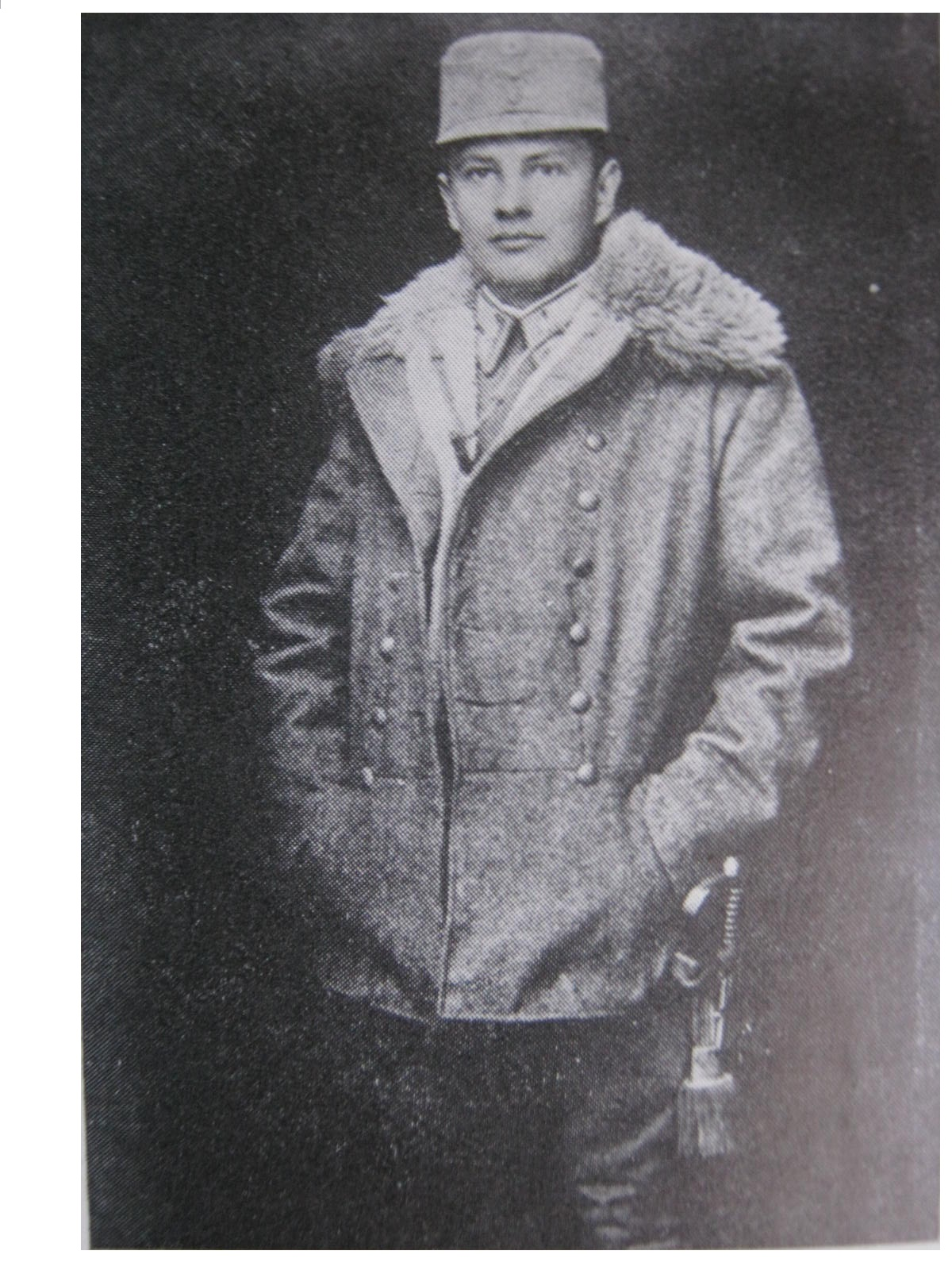
Роман Носковський
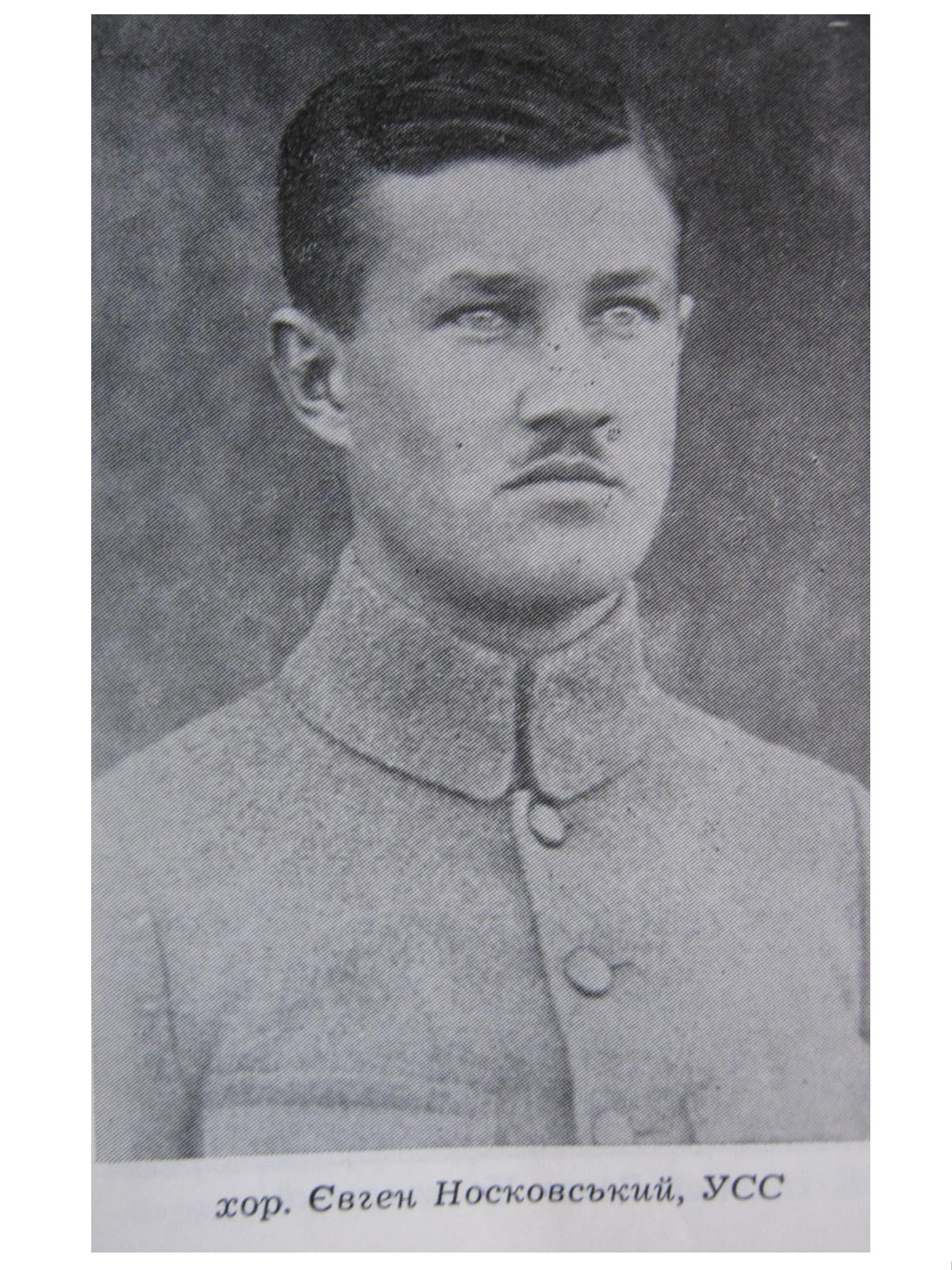
Евген Носковський
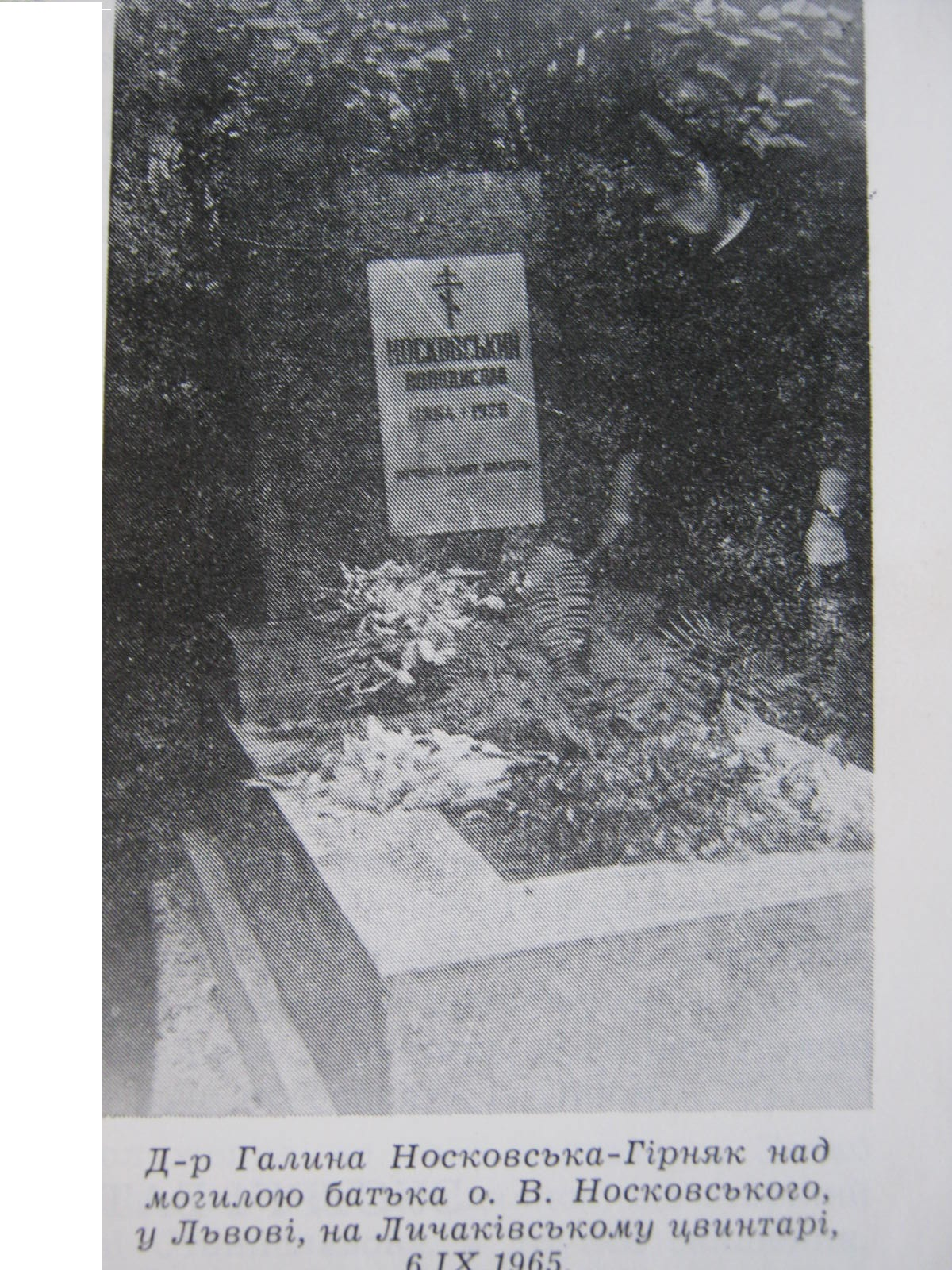
Донька Галина на могилі о. Володислава Носковського